# Builder's tea

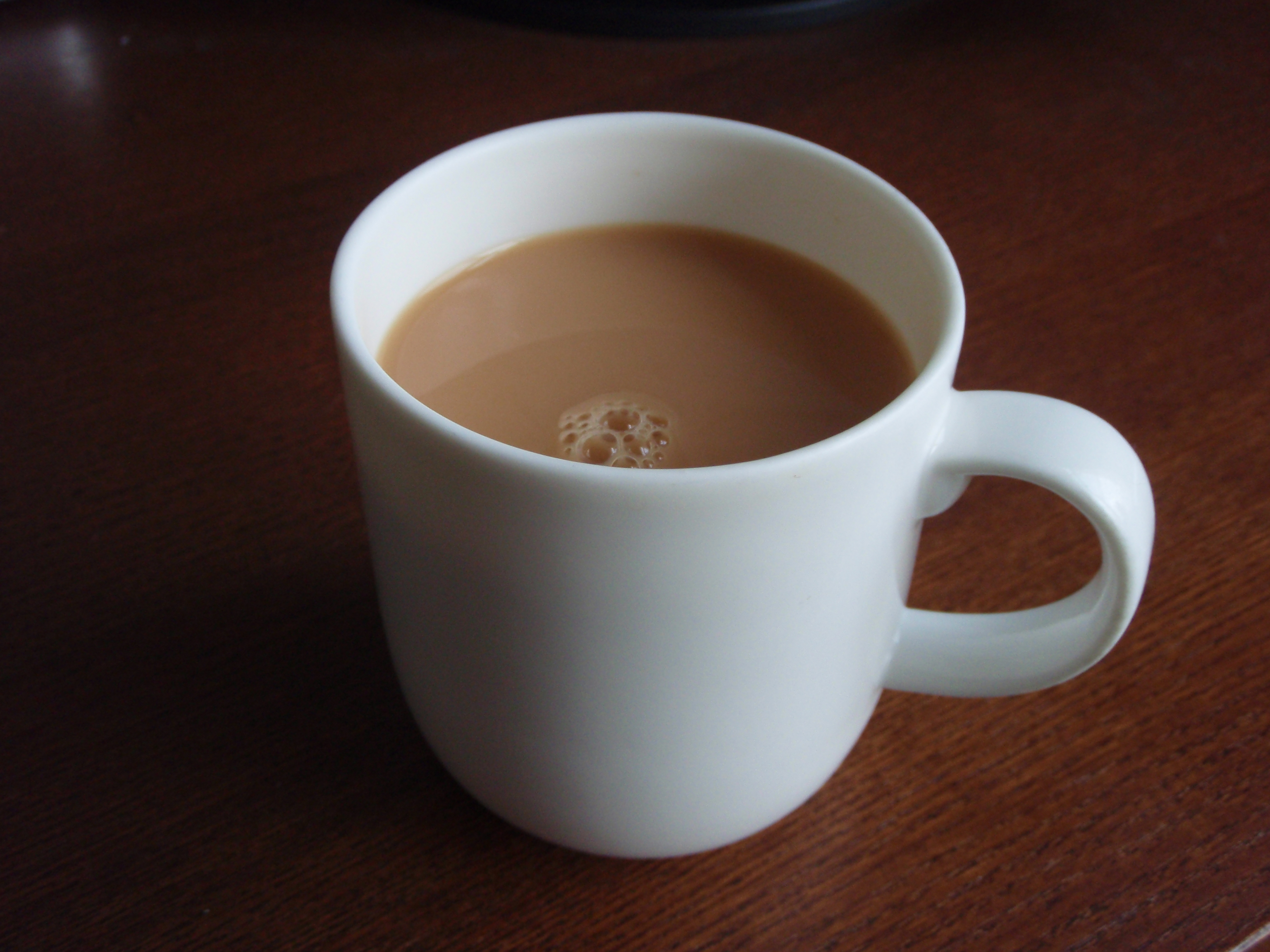
Builder's tea nhắc đến một cốc trà đặc.

Builder's tea, hay còn được gọi là builder's brew hoặc gaffer's tea, là một thuật ngữ trong tiếng Anh Anh để chỉ một cốc trà đặc. Nó được lấy tên từ loại trà rẻ tiền thường được uống bởi những người lao động trong giờ nghỉ giải lao. Trà của thợ xây thường được pha bằng trà đựng trong túi lọc trà (trái ngược với lá rời trong ấm trà), và một lượng sữa nhỏ được thêm vào sau khi khuấy trà hoặc để yên cho ngấm. Trà thường được uống với một hoặc nhiều thìa cà phê đường trắng, tùy theo khẩu vị của mỗi người.

## Đặc điểm
Builder's tea thường mạnh và có màu be sẫm đậm.
Cái tên này được chọn vì công nhân trong ngành xây dựng của nước Anh thường uống nhiều trà trong ngày làm việc của họ. Thuật ngữ này được sử dụng rộng rãi trên khắp Vương quốc Anh và Ireland. Nghiên cứu từ Trung tâm Nghiên cứu Các vấn đề Xã hội cho thấy những người công nhân xây dựng thấy trà "vừa nhẹ nhàng và kích thích".
Một bài báo trên tờ báo Daily Express năm 2013 nói rằng những công nhân xây dựng đang uống ít trà hơn so với trước đây, nhưng họ thích các loại thay thế như cà phê, cappuccino và latte, cũng như nước ngọt có ga.